# 曼迪奧雷湖
18°08′S 57°33′W / 18.133°S 57.550°W
曼迪奧雷湖（西班牙語：Laguna Mandioré），是南美洲的湖泊，位於巴西和玻利維亞接壤的邊境，長25公里、寬10.5公里，面積152平方公里，海拔高度90米，湖岸線長度83公里，該湖有3座島嶼。